# Risti herrgård
Risti herrgård (estniska: Risti mõis; tyska: Kreuzhof) var en herrgårdsbyggnad i Harjumaa, Estland.  
Medlemmar av ätten Mohrenschildt förvärvade herrgården på 1700-talet, och sålde den först i mars 1887 för 90 000 rubel till friherre Stackelberg, som ägde herrgården fram till 1919. Familjen Stackelberg kom under sin boningsperiod att bland andra anställa den estländska författaren och poeten Marie Under, som där kom att arbeta på herrgården som barnflicka. 
Herrgårdens huvudbyggnad revs i mitten av 1900-talet.